# Umberto Pettinicchio
Umberto Pettinicchio (Torremaggiore, 1943) é um pintor e escultor italiano. Ele nasceu em Torremaggiore e mudou-se para Milão, onde estudou na Accademia di Belle Arti di Brera e teve seu primeiro show em 1969. Suas primeiras pinturas estavam no estilo expressionista, mas se tornaram cada vez mais abstratas. Sua pintura de 1981 The Death of the Bull (La muerte del toro) é realizada no "Museo de Arte Moderno y Contemporáneo de Santander y Cantabria".